# 2018 par pays en Asie
Les évènements de l'année 2018 en Asie.
2016 par pays en Asie - 2017 par pays en Asie - 2018 par pays en Asie - 2019 par pays en Asie - 2020 par pays en Asie

## Continent asiatique
- 14 janvier : le naufrage du pétrolier iranien MV Sanchi en mer de Chine orientale provoque la plus importante marée noire depuis 1991.
- 12 août : la Russie, le Kazakhstan, l’Azerbaïdjan, l’Iran et le Turkménistan signent la convention sur le statut de la mer Caspienne

### Arabie saoudite
- 2 octobre : la disparition et l'assassinat présumé du journaliste saoudien travaillant pour le Washington Post Jamal Khashoggi dans le consulat d'Arabie Saoudite à Istanbul provoque une crise diplomatique entre la Turquie et les États-Unis d'une part, et l'Arabie Saoudite d'autre part.

### Bahreïn
- 24 novembre et 1er décembre : élections législatives.

### Bangladesh
- 30 décembre : élections législatives.

### Birmanie
- 21 mars : démission du président Htin Kyaw, le vice-président Myint Swe assure l'intérim. Win Myint est élu pour lui succéder le 30 mars.
- 30 août : la rupture du barrage Swar Chaung (région de Bago) en Birmanie entraîne l'évacuation de 14 000 personnes[1].

### Bhoutan
- 20 avril : élections sénatoriales.
- 15 septembre et 18 octobre : élections législatives, qui voient la victoire de Druk Nyamrup Tshogpa.

### Cambodge
- 25 février : élections sénatoriales.
- 29 juillet : élections législatives.

### Corées
- 9 au 25 février : Jeux olympiques d'hiver de 2018 à Pyeongchang en Corée du Sud.
- 9 au 18 mars : Jeux paralympiques d'hiver de 2018 à Pyeongchang.
- 27 avril : sommet inter-coréen entre les dirigeants Moon Jae-in et Kim Jong-un à Panmunjeom.
- 12 juin : rencontre entre Donald Trump et Kim Jong-un à Singapour.
- 9 septembre : 70e anniversaire de la république populaire démocratique de Corée.
- 18 septembre : Moon Jae-in et Kim Jong-un se rencontrent pour la 3e fois de l’année lors du sommet inter-coréen de septembre 2018.

### Émirats Arabes Unis
- 30 avril au 14 mai : Prise de contrôle de Socotra par les Émirats arabes unis durant la Guerre civile yéménite

### Inde
- Nuit du 2 au 3 mai : une tempête de sable provoque au moins 125 morts dans les États du Rajasthan et de l'Uttar Pradesh[2].
- juillet-août : des inondations dans l'État du Kerala font au moins 445 morts[3],[4].
- 19 octobre : un accident ferroviaire fait environ 60 morts à Amritsar.
- 31 octobre : inauguration de la statue de l'Unité, la plus haute du monde, dans l'État du Gujarat.

### Irak
- 12 mai : élections législatives.
- 2 octobre : élection présidentielle, Barham Salih est élu.
- 5 octobre : l'activiste des Droits de l'homme irakienne yézidie Nadia Murad et le gynécologue congolais Denis Mukwege reçoivent le Prix Nobel de la paix pour leur combat contre les violences sexuelles.

### Iran
- Les manifestations contre les difficultés économiques et le régime continuent.
- 18 février : le vol 3704 Iran Aseman Airlines s'écrase dans les monts Zagros près de Semirom avec 65 personnes à bord.
- 8 mai : les États-Unis se retirent de l'accord de Vienne sur le nucléaire iranien et menacent de sanctions les entreprises européennes qui continueraient à commercer avec l'Iran.
- 22 septembre : l'attentat d'Ahvaz fait 24 morts.

### Kirghizistan
- 20 avril : le Premier ministre Sapar Isakov perd un vote de confiance de la part de la Zhogorku Kengesh. Muhammetkaly Abulgazev le remplace[5].
- 21 avril : un nouveau gouvernement est formé pour remplacer le précédent, déchu la veille[6].

### Laos
- 23 juillet : rupture du barrage d'Attapeu.

### Liban
- 6 mai : élections législatives.

### Malaisie
- 9 mai : élections législatives marquées par une victoire historique de l'opposition.
- 10 mai : Mahathir Mohamad devient Premier ministre, succédant à Najib Razak. Peu après la prise de fonction de Mahathir, Najib s'est vu interdire de quitter la Malaisie, alors qu'il s'apprêtait à se rendre à l'étranger.

### Maldives
- 5-6 février : le président Abdulla Yameen Abdul Gayoom ordonne l'arrestation de son demi-frère l'ancien président et chef de l'opposition Maumoon Abdul Gayoom et déclare l'état d'urgence pour 15 jours.
- 23 septembre : élection présidentielle, Ibrahim Mohamed Solih est élu.

### Népal
- 7 février : élections de l'assemblée nationale.
- 12 mars : le vol 211 US-Bangla Airlines s'écrase près de Katmandou avec 71 personnes à bord.
- 13 mars : élection présidentielle, Bidya Devi Bhandari est réélue.

### Ouzbékistan
- 3 avril : Le ministère de la Construction est créé[7].

### Russie
- 18 mars : élection présidentielle, Vladimir Poutine est réélu.
- 25 mars : l'incendie du centre commercial Winter Cherry à Kemerovo fait au moins 64 morts.
- 14 juin - 15 juillet : Coupe du monde de football de 2018.
- 25 octobre : Oleh Sentsov, emprisonné en Russie, reçoit le prix Sakharov 2018.

### Singapour
- 12 juin : rencontre entre Donald Trump et Kim Jong-un.

### Sri Lanka
- 26 octobre : début d'une crise constitutionnelle.

### Tadjikistan
- 29 juillet : un attentat contre des touristes fait quatre morts.

### Thaïlande
- 10 juillet : fin des opérations de secours de la grotte de Tham Luang.

### Timor oriental
- 12 mai : élections législatives

### Turkménistan
- 25 mars : élections législatives.

### Turquie
- 24 juin : élections législatives et présidentielle anticipées, Recep Tayyip Erdoğan est réélu président de la république.
- 2 octobre : la disparition et l'assassinat présumé du journaliste saoudien travaillant pour le Washington Post Jamal Khashoggi dans le consulat d'Arabie Saoudite à Istanbul provoque une crise diplomatique entre la Turquie et les États-Unis d'une part, et l'Arabie Saoudite d'autre part.

### Viêt Nam
- 21 septembre : décès du président Trần Đại Quang ; Đặng Thị Ngọc Thịnh assure l'intérim.

### Yémen
- 30 avril au 14 mai : Prise de contrôle de Socotra par les Émirats arabes unis
- 9 août : les frappes aériennes à Dahyan contre un bus civil au milieu d'un marché tuent 29 enfants (sur un total de 51 morts) et provoquent ainsi un scandale international